# Sericostola
Sericostola is een geslacht van vlinders van de familie parelmotten (Glyphipterigidae), uit de onderfamilie Glyphipteriginae.

## Soorten
- S. rhodanopa Meyrick, 1927
- S. semibrunnea Heppner, 1990